# Frölich Tamás
Frölich Tamás (? - Besztercebánya, 1580) evangélikus lelkész.

## Élete
Wittenbergben tanult és előbb hodritzi, 1560-tól kassai, majd lőcsei, 1570-től iglói, 1573. január 27-től fogva újra kassai lelkész volt. 1575. június 24-én Radeczy egri püspök őt augusztus 26-ra Egerbe idézte; (az idéző levél a Történelmi Tár 1892. évfolyamának 571. lapján olvasható) azonban ott nem jelent meg. 1577-ben Besztercebányára ment a kórház melletti iskolába rektornak. A Körmöcbányán 1577. és 1580-ban tartott mindkét zsinaton jelen volt; az utóbbin Kálvin némely tanainak követésével vádolták, mely vád alól tisztázta magát. Hilariusnak is nevezték.

## Munkái
Ein schöner kurzer Sermon vom Allerheiligsten Abendmahl des wahren Leibs und Bluts unsern H. und Heylande H. C. gehalten auf Schemnitz den 2. Tag Apriel, im 1579. Jahr. Leipzig, 1581. (Reussius Dávid, Predigten c. munkájának függeléke).